# Hollow Coves
Hollow Coves est un groupe indépendant originaire de Gold Coast, Queensland, Australie. Le groupe est composé de deux membres, Ryan Henderson et Matt Carins, qui chantent et jouent de la guitare dans un style folk.

## Carrière
Le duo a enregistré de la musique dans un garage qui a été mise en ligne juste avant leur séparation vers le Canada et l'Angleterre. Leur musique est devenue populaire sur Spotify en très peu de temps, ce qui leur a valu une renommée immédiate et différents contrats d'enregistrement. Malgré cela, ils ont décidé de rester là où ils vivaient, mais ont enregistré et écrit des chansons à distance en utilisant des ressources en ligne,,.
Officiellement formés en 2013, ils ont sorti leur premier EP « Drifting » en octobre 2014 et résident désormais tous les deux dans le Queensland.
En janvier 2024, le groupe a annoncé la sortie prochaine de leur deuxième album studio Nothing to Lose. Ce dernier fut produit par Matt Corby.

## Membres
Ryan Henderson a grandi sans formation musicale. Lorsqu'il était au lycée, ses amis l'ont emmené au Woodford Folk Festival pour voir le groupe de folk et de pop indie « Angus & Julia Stone ». Cette musique l'a inspiré à apprendre la guitare et l'a finalement conduit à suivre cette carrière.
Matt Carins a lui grandi à Brisbane entouré de musique. Son père fait partie d'un groupe de reprises local et a écrit plusieurs albums. Sa mère joue et enseigne le piano et la flûte. Il a également une sœur qui joue du piano et un frère qui fait partie d'un groupe de rock alternatif.
Carins a déclaré dans le passé qu'il était charpentier et que pendant la pandémie de COVID-19, lui et Henderson ont construit un studio de production et une « pièce » insonorisée pour pratiquer et enregistrer leur musique.

## Discographie

### Albums
| Titre           | Détails                                                                         |
| --------------- | ------------------------------------------------------------------------------- |
| Moments         | - Sortie : 18 octobre 2019 - Format : digital - Label : Hollow Caves            |
| Nothing to Lose | - Prévu : 1er mars 2024 - Format : LP, CD, digital - Label : Hollow Caves, AWAL |

### EP
| Titre      | Détails                                                              |
| ---------- | -------------------------------------------------------------------- |
| Drifting   | - Sortie : 2014 - Format : digital - Label : Hollow Caves            |
| Wanderlust | - Sortie : février 2017 - Format : digital - Label : Hollow Caves    |
| Blessings  | - Sortie : juin 2021 - Format : digital - Label : Hollow Caves, AWAL |

## Récompenses

### Gold Coast Music Awards
| Année | Travail nommé   | Catégorie                   | Résultat | Ref.  |
| ----- | --------------- | --------------------------- | -------- | ----- |
| 2018  | "Coastline"     | Song of the Year            | Lauréat  | [ 7 ] |
| 2018  | Hollow Coves    | Breakout Artist of the Year | Lauréat  | [ 7 ] |
| 2024  | Hollow Coves    | Artist of the Year          | Lauréat  | [ 8 ] |
| 2024  | Nothing to Lose | Release of the Year         | Lauréat  | [ 8 ] |